# Cocreació
La cocreació és un procés actiu, creatiu i social, basat en la col·laboració entre productors i usuaris, que és iniciat per l'empresa per generar valor per als clients. Els estudiosos CK Prahalad i Venkat Ramaswamy van desenvolupar els seus arguments sobre el concepte en el seu llibre El futur de la Competència, publicat per Harvard Business School Press, on ofereixen exemples com Napster i Netflix i mostren que els clients deixarien d'estar satisfets si no prenen decisions sobre el que ofereix la companyia.
Aquesta teoria exposa que el valor serà cada vegada més co-creat per l'empresa i el client, en comptes de ser creat totalment dins de l'empresa. La cocreació, en la seva opinió no només descriu una tendència de manera conjunta la creació de productes, sinó que implica experiències de flux que es realitzen com a part d'una experiència. Els autors consideren que els consumidors busquen la llibertat d'elecció per interaccionar amb l'empresa. Els clients volen definir les eleccions d'una manera que reflecteixi el seu punt de vista del valor, personalitzant la seva relació amb l'empresa, fent-la més seva.

## Principis
1) El primer és el diàleg. La co-creació es basa en el fet que la major font d'innovació radica en la interacció amb el client. Per tant, el procés comença per conèixer com és l'experiència actual del consumidor i com l'empresa desitjaria que fos. Per descobrir l'experiència del client l'empresa ha d'obrir canals diàleg, és a dir, donar-li al client l'oportunitat de donar la seva opinió. I s'ha de tractar al client com a part de l'empresa, per dir-ho d'alguna manera, ja que es necessita un diàleg continu. Ja no serveixen les enquestes, ja que el client es troba fora de la cadena de valor. Un exemple del camí que es pot prendre són els tallers o workshops on participen els clients i executius de l'empresa. 
2) El segon principi és l'accés. El client necessita accés al coneixement i a les eines de l'organització, no n'hi ha prou amb engegar una plataforma de diàleg amb el client. 
3) El tercer principi és el risc. Tota innovació implica un risc. I convertir al client en un soci de l'empresa en el desenvolupament d'idees implica que també corri amb alguns riscos associats a la creació de valor. Cal saber equilibrar la relació per generar beneficis per ambdues parts. La cambra i últim principi és la transparència. La interacció ha de ser simple i transparent. Sense confiança no hi ha col·laboració. 
La co-creació té cada vegada més repercussió en les marques. Empreses com Lego, Converse, Nike, Spanair, eBay o fins i tot Apple han involucrat a les seves audiències en el desenvolupament de producte o de peces de comunicació. Fins i tot Adidas va llançar les seves Adicolor, calçat blanc que cadascun pot acolorir i personalitzar al seu gust.
La via de la co-creació ha estat una solució, o un progrés positiu en general per a tots. Ja que el client està cansat d'estar situat fora d'un procés en el qual participa passivament. El mercat s'ha saturat de serveis i productes similars i el client s'ha frustrat. Ara l'empresa aprofita el talent extern i redueix costos. En definitiva, la co-creació d'experiències proposa incorporar al client en el procés de creació de valor.